# André Vignoles
André Vignoles est un artiste peintre et lithographe figuratif français né à Clairac (Lot-et-Garonne) le 5 août 1920. Il vécut successivement au 58, rue Daguerre, dans le 14e arrondissement de Paris, et au 25, rue Jean-Baptiste Potin à Vanves où il est mort le 15 juillet 2017.

## Biographie

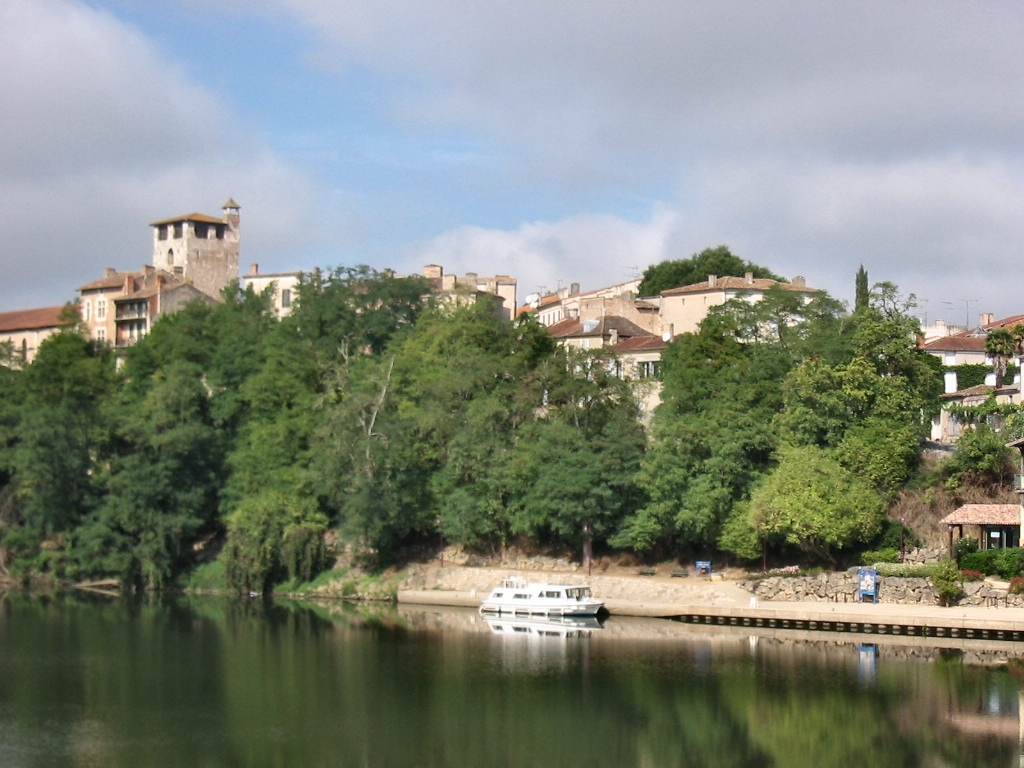
Clairac (Lot-et-Garonne)

Né à Clairac (Lot-et-Garonne) et très tôt attiré par le dessin, c'est après des études secondaires classiques qu'il commence à peindre, une première passion pour Pablo Picasso l'orientant en 1943 vers une facture cubiste qu'il abandonne en 1945, y dénonçant une intellectualisation et une fonction décorative de la peinture. C'est à la suite de son mariage avec Raymonde (dite « Mony ») Dubreuil qu'André Vignoles s'installe en 1945 brièvement à Nice, puis à Vallauris où il est céramiste tout en consacrant son temps libre à la peinture qu'il pratique en autodidacte, admirant particulièrement Paul Cézanne, Vincent van Gogh et les peintres primitifs du XVe siècle.

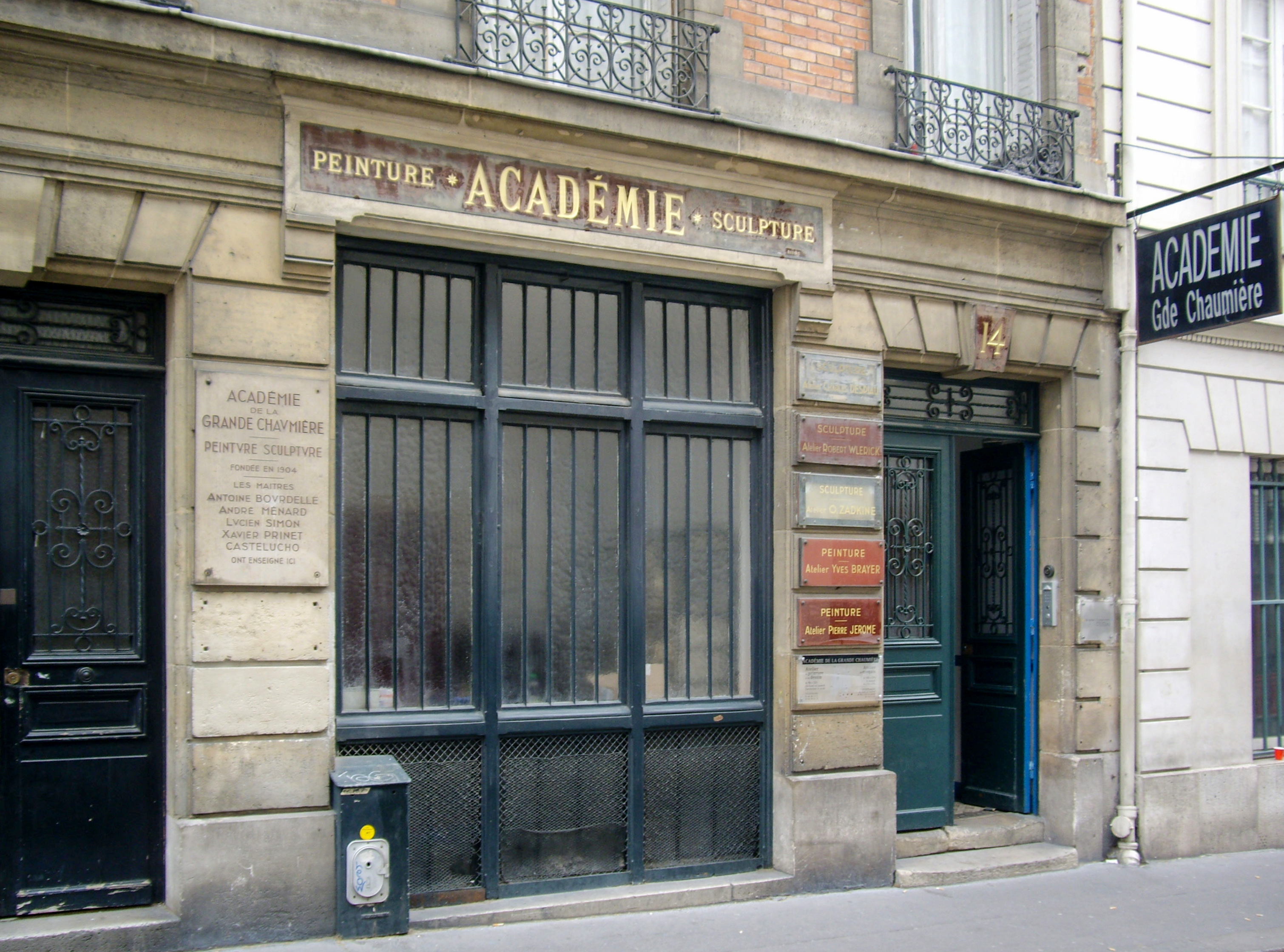
Académie de la Grande Chaumière

C'est sur les encouragements et les conseils de Pierre Bonnard qu'André Vignoles arrive en 1946 à Paris où il reprend son activité de céramiste, se rapprochant de la sorte de Jean Mayodon dont il brossera plusieurs portraits, se liant également d'amitié avec le sculpteur Louis Derbré, tout en fréquentant les ateliers libres de l'Académie de la Grande Chaumière et le Musée du Louvre, s'y passionnant pour Louis Le Nain, Antoine Watteau, Nicolas Poussin et El Greco. Un voyage d'étude qu'il consacre à l'œuvre de ce dernier le mène alors, en Espagne, au Musée du Prado de Madrid, à Avila et à Tolède.
L'année 1948 marque le début de la participation régulière d'André Vignoles aux principaux salons parisiens, ses expositions particulières, après Paris en 1955, se produisant à partir de 1960 très essentiellement aux États-Unis.
Au salon "Comparaisons", il exposait dans le groupe organisé par Maurice Boitel.
Mort en juillet 2017, André Vignoles repose au cimetière de Clairac.

## Thèmes dans l'œuvre
- Les visiteurs du Musée du Louvre saisis sur le vif devant La Joconde, Les Noces de Cana, La Mort de Sardanapale, L'Enlèvement des Sabines, Les Esclaves de Michel-Ange.
- France : scènes animées sur la plage de Biarritz et au bord de la Dordogne, le château d'Angers, Bazoches, Fermaincourt, Giverny (Le jardin de Claude Monet), Montfort-l'Amaury, Paris (Île de la Cité, Pont Neuf, Sainte Chapelle).
- Italie : Paestum, Pompéi, Capri, Sorrente, côte amalfienne, Toscane (Volterra, Sansepolcro, Montepulciano), Florence (l'Arno, la cathédrale Santa Maria del Fiore).
- Espagne : vues de la ville de Tolède.
- Belgique : Bruges.
- Autoportraits dans l'atelier.
- Nus dans l'atelier.
- Natures mortes (Tables de l'atelier, bouquets).

## Expositions personnelles
- Galerie Monique de Groote, Paris, 1955[6].
- André Vignoles - Peintures récentes, Galerie Carlier, Paris, novembre-décembre 1958[7].
- David B. Findley Gallery, New York, 1958[6], novembre 1960.
- André Vignoles - Recent Paintings, Arthur Tooth and Sons (en), Londres, juin 1965.
- Wally Findlay Galleries (en), Palm Beach (Floride), Chicago et New York[8], à partir de 1977.
- Wally Findlay Gallery, Paris, juin-juillet 1980[9], 1983[10], 1985[11], 1988, 1991[12].
- Delorme et Collin du Bocage, commissaires-priseurs à Paris, Vente de l'atelier André Vignoles, Paris, 15 février 2018[13].
- Hommage à André Vignoles, exposition particulière dans le cadre du Salon d'automne, octobre 2018[5].

## Expositions collectives

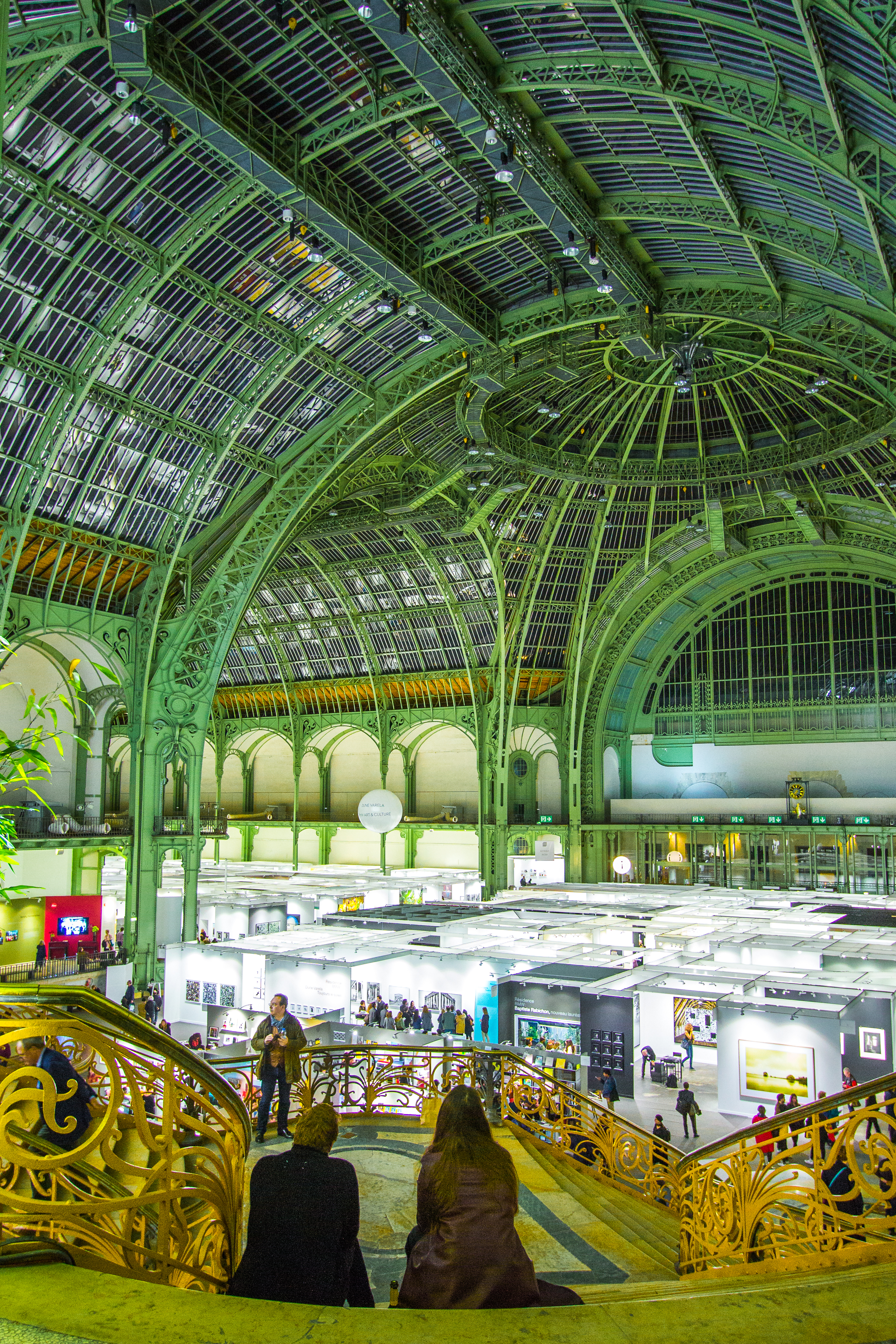
Le Grand Palais de Paris accueillit le Salon d'automne

- Salon d'automne, Grand Palais, Paris, 1948, 1952 (Le pré au chardon), 1953 (Les chardons de Garonne), 1954 (Les champs de blé), 1955 (Composition à la corbeille de fruits), 1962 (Nu à la nappe rouge), 1967 (Mythologie), 1969 (Sur la plage), 1971 (Jeunes filles sur la plage), 1972 (Nu aux fleurs des champs), 1973 (La vague), 1975 (Baigneuses fuyant la vague), 1976 (Au Louvre, devant Sardanapale), 1977 (Les baigneuses), 1978 (Les chevaux de bois), 1979 (La plaine près de Bazoches), 1980 (Les champs près de Bazoches), 1982 (Au bord de la plage), 1983 (Marée basse), 1984 (Volterra), 1986 (Environs de San Gimignano), 1987 (Fleurs des champs aux nuages blancs)[14].
- Salon des indépendants, Paris, de 1950 à 1959[6].
- Salon de la Jeune Peinture, Paris, 1951 à 1957, 1959[6].
- Salon Comparaisons, Paris, de 1955 à 1958[6].
- Salon Terres latines, Paris, 1956[6].
- Salon des peintres témoins de leur temps, Paris, 1958[6].
- International Festival of Art - Gen Paul, Emili Grau i Sala, Jean Jansem, Marie Laurencin, Louis Valtat, Claude Venard, André Vignoles, Maurice de Vlaminck..., Galerie du Jonelle, Palm Springs (Californie), décembre 1971[15].
- Phillips Galeries, Dallas, septembre 1974[16], février 1976[17], octobre 1976[18].
- De Bonnard à Baselitz, vingt ans d'enrichissements du cabinet des estampes, Bibliothèque nationale de France, Paris, 1992[19].
- Exposition Art postal - La mer en toutes lettres, espace associatif et culturel du Villare, Villers-sur-Mer, juin-juillet 2012[20].
- Participations non datées : Salon des artistes français[2], Salon de la Société nationale des beaux-arts, Salon des Tuileries, Salon Grands et jeunes d'aujourd'hui, Salon du dessin et de la peinture à l'eau[4].

## Réception critique
- « His landscapes are built upon carefully studied plans and scales. His still lifes offer powerful contracts. Vignoles is an artist who is both strong and well balanced, who can express the luminous depths of the world, which is the essential of figurative art, indeed of all art. » - Raymond Charmet[21]
- « Il vit à Paris depuis 1946, composant des natures mortes et surtout des paysages, des images douces et lumineuses, bien structurés par l'équilibre des plans. » - Gérald Schurr[22]
- « Le fait d'avoir eu longtemps un marchand américain l'a écarté du marché français pendant plusieurs années. Dans une technique très classique, sa référence sentimentale étant Poussin, mais qui s'est quand même revigorée auprès des impressionnistes, il peint de vastes compositions, éventuellement en polyptyques, de baigneurs et baigneuses sur la plage et dans les vagues de Biarritz ou bien, plus inattendues, de visiteurs de Louvre devant L'Enlèvement des Sabines de Poussin ou La Mort de Sardanapale de Delacroix, dont ils accompagnent les attitudes des personnages, confondant ceux qui sont peints avec les vivants... S'il privilégie les paysages de la région de Biarritz, il a peint aussi des séries autour de Tolède ou de Sorrente, Paestum, Pompéi, Capri. S'il est à l'aise dans les accords de couleurs légèrement acidulées, d'abord admirés chez Poussin, son sens de la nature, d'avoir été sensibilisé par les impressionnistes, en est plus frémissant, plus vivant. » - Dictionnaire Bénézit[4]

## Prix et distinctions
- Mention au Prix Hallmark, 1949[6].
- Prix Cadière-d'Azur, 1954.
- Président d'honneur de la Société du Salon d'automne, 2013[23].

## Collections publiques

### France
- Cabinet des estampes de la Bibliothèque nationale de France, Paris, lithographies dont Ombres sur le champ, Éditions Bellini, 1980[19].
- Fonds national d'art contemporain, Puteaux, dont dépôts[6] :
  - Paysage parisien, huile sur toile 60x73cm, 1952, mairie de Bédarrides.
  - Paysage d'automne, huile sur toile 73x92cm, 1958, sous-préfecture de Corbeil-Essonnes.
  - Fleurs des champs, huile sur toile 65x92cm, 1957, cour de cassation, Paris.
  - Les fruits suspendus, huile sur toile 162x130cm, 1956, préfecture de l'Aveyron, Rodez.

### Royaume-Uni
- Musée national de Cardiff, Paysage sous la neige, huile sur toile, 1960[24].